# Laura Leupi

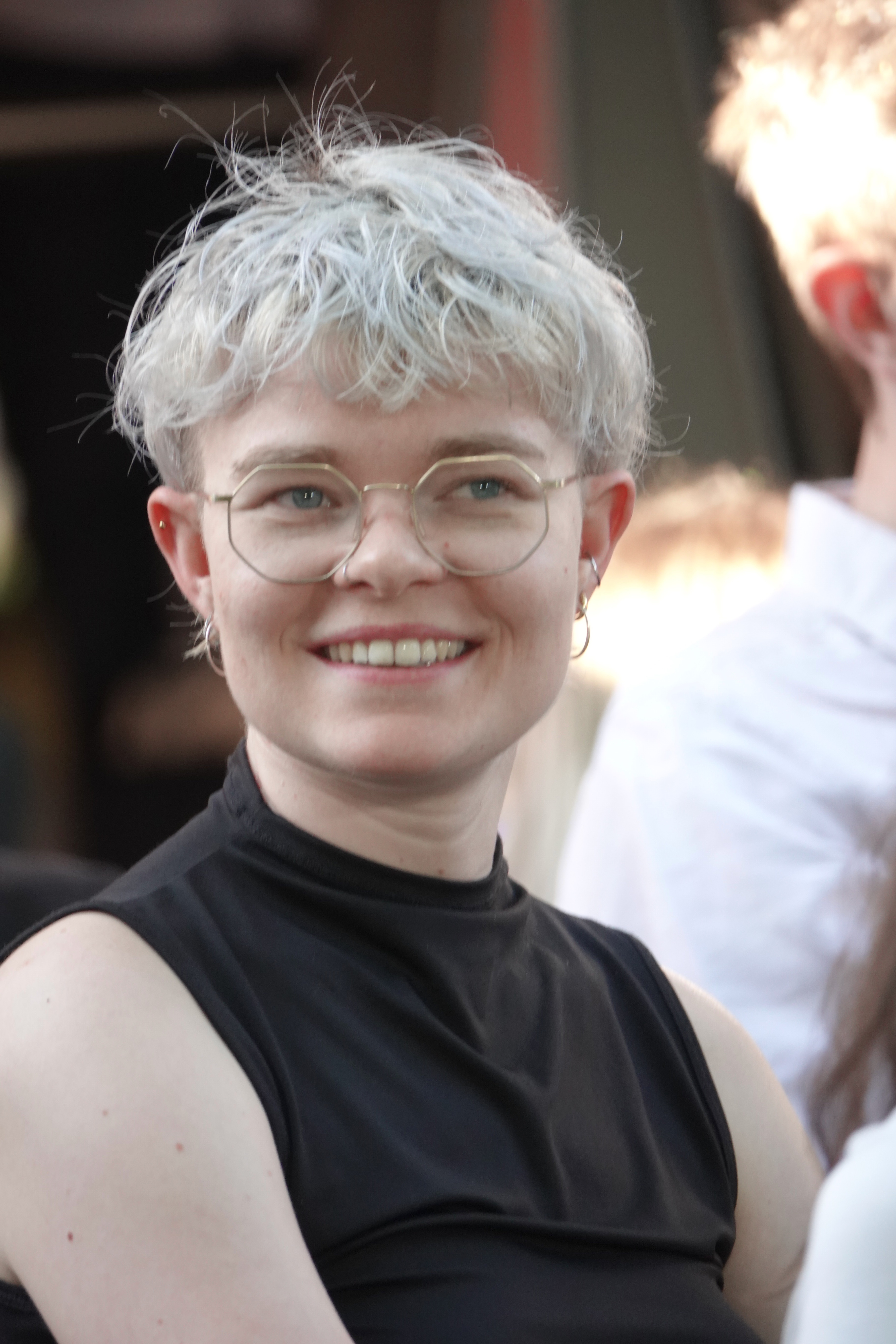
Laura Leupi (2023)

Laura Susanna Marlene Leupi (* 1996 in Zürich) ist eine Schweizer Schriftstellerin, Theaterschaffende und Kulturjournalistin. Im Jahr 2023 wurde ihr der 3sat-Preis am Ingeborg-Bachmann-Preis zugesprochen.

## Leben und Wirken
Laura Leupi wuchs in Zürich auf. Ihr Bachelor-Studium in den Fächern Germanistik, Populäre Kulturen, Alltagskulturwissenschaft und europäische Ethnologie absolvierte sie an der Universität Zürich. Inzwischen studiert sie an der Universität Bern Theater- und Tanzwissenschaft und Kulturanalyse an der Universität Zürich. In diesem Rahmen machte Leupi einen Ausflug nach Giessen ans Institut für Angewandte Theaterwissenschaft. Sie interessiert sich für die Narrative, auf denen das Zusammensein der Gesellschaft beruht: Was wird erzählt und wie können die Strukturen – unterdrückerische Strukturen, Machtstrukturen, Beziehungsstrukturen – freigelegt werden?

## Ingeborg-Bachmann-Preis 2023
2023 nahm Leupi auf Einladung des Jurors Thomas Strässle an den Tagen der deutschsprachigen Literatur in Klagenfurt am Wörthersee teil und gewann dort mit dem Text Das Alphabet der sexualisierten Gewalt den 3Sat-Preis am Ingeborg-Bachmann-Preis. Sie bewarb sich aus einer „Totalkrise“ der Pandemie heraus erfolgreich für die Dogo Residenz für Neue Kunst 2022. Im Herbst 2022 wurde in der Residenz das Thema „Home“ behandelt. Sie befasste sich dort mit dem Gefühl und dem Verständnis von Zuhause, wenn einem Menschen der vermeintliche „Safe-Space“ durch eine Form von sexualisierter, psychischer Gewalt abhandenkommt. Daraus ist eine längere Version mit dem Titel „Das Alphabet der sexualisierten Gewalt“ entstanden. Eine gekürzte Fassung dieses Texts wurde beim Ingeborg-Bachmann-Preis eingereicht. Da dort nur 25 Minuten Vorlesezeit geplant sind, dachte sich Leupi, dass sich die 26 Buchstaben des Alphabets schlecht gleichmässig in dieser Zeitdauer unterbringen lassen. Wenn aber ein Buchstabe weggelassen würde, liessen sich die 25 Minuten auf je einen Buchstaben pro Minute aufteilen. So kam es zu dem Wettbewerbsbeitrag.

## Auszeichnungen
- 2022: Dogo Residenz für Neue Kunst, Thema Home[3]
- 2023: 3sat-Preis am Ingeborg-Bachmann-Preis[4]
- 2025: Schweizer Literaturpreis für Das Alphabet der sexualisierten Gewalt[5]

## Werke (Auswahl)
- Kapitalismus, Klimakrise, Härdöpfelstock: Make kin not (only) kids. Essay. In: Fabrikzeitung, Zürich 2023.
- DURST, Literaturautomat, mit Valérie Hug, Basel 2023.
- Tuntschi, Fragment. In: „GLITTER Magazin #6“, im Erscheinen.
- Das Alphabet der sexualisierten Gewalt. März Verlag, Berlin 2024, ISBN 978-3-7550-0038-9. Ausgezeichnet mit dem 3sat-Preis